# USO (テレビ朝日)
『USO』（ユーエスオー）は、1995年4月3日から同年9月25日までテレビ朝日の『ネオバラエティ』枠で放送されていたバラエティ番組。全20回。番組タイトルは「UCHIMURA SOPHISTICATED OPINION」の略である。

## 概要
「現代社会が抱える様々な問題、現象、流行等を独自の視点で捉えたニュースの様なバラエティ」をコンセプトにしていた深夜番組で、ジャーナリストという設定の内村光良と浜家優子がメインを務めていた。尚、内村はメガネ→ピンク色のサングラスを掛けて出演していた。
内村と浜家の掛け合いは、当初は六本木ジャングルベースで収録されていたが、間もなくしてテレビ朝日のスタジオに変更。その理由について内村は「追い出された」と述べている。
常にまともな進行やトークに徹していた浜家に対し、内村はそれを嘲笑うような態度やツッコミを連発。さらに当初は内村の話し方も「浜家君」などと敬語で接していたのが次第に、呼び捨て・タメ口へと変わっていき、「お前とは合わない」などと平気で突き放すようになり、挙句の果てには「内村さん、もしかして私の事嫌いなんですか？」と真顔で問う浜家をおちょくるかのように奇声を発したりする有様だった。
9月の最初の週に総集編を放送した後3週もの間番組を休止した後に最終回を放送した。
一部の企画は、当時同局で放送されていた『キンキンのとことん好奇心』のセットを使って行われていた。

## 出演者
レギュラー
- 内村光良（ウッチャンナンチャン）
- 浜家優子

企画ごとの出演者
- 柳沢慎吾
- 大澄賢也
- 勝俣州和（当時K2）
- 堀部圭亮（当時K2）
- 山田五郎
- 松尾貴史
- 関根勤
- 水道橋博士（浅草キッド）
- 玉袋筋太郎（浅草キッド）
- 川合俊一

## 主な企画
- 輝け!USOシネマ王決定戦
- モデルUSOデミー賞

## オープニングテーマ
- 優しい悲劇（黒夢、第1回 - 1995年6月）
- 永遠の夏（山下久美子、1995年7月 - 最終回）

## エンディングテーマ
- 80's（東野純直）

## スタッフ
- 構成：そーたに、鶴芳郎、水野しげゆき
- ナレーション：田畑祐一、小久保知之進、角澤照治ほか
- 技術協力：スウィッシュ・ジャパン、プログレッソ
- カメラ：田中祥嗣
- 映像：有田好嗣
- 音声：佐々野昌樹
- 照明：朝倉若菜
- 美術：金原典代
- 音効：花岡英夫
- スタイリスト：中谷東一
- メイク：大の木ひで
- タイトル：安田達夫
- TK：梅澤和世
- 編集・MA：ビデオ・パック・ニッポン（MA:石川太郎、EED:名官充）
- 広報：上田めぐみ
- リサーチ：田子浩司、稲垣綾子
- 音楽協力：テレビ朝日ミュージック
- 制作協力：マセキ芸能社（田村正裕）、スウィッシュ・ジャパン
- ディレクター：飯山直樹、山崎典昭
- アシスタントプロデューサー：池田慶介
- プロデューサー：澤將晃
- 制作著作：テレビ朝日